# Miruna Cojanu
Miruna Cojanu (* 1980) ist eine zeitgenössische rumänische Malerin aus Bukarest. Ihr Werk wurde national in Bukarest sowie international in Mailand und Berlin ausgestellt.

## Leben
Miruna Cojanu ist 1980 in Bukarest geboren. Sie lebt und arbeitet in ihrer Heimatstadt Bukarest und ist insbesondere für ihre Ölgemälde bekannt.

## Werk
Ihre letzte Ausstellung (9. Juni – 7. Juli 2023) stand unter dem Motto „Între mâine și ieri e IUBIREA. ACUM O simt“ (dt. „Zwischen morgen und gestern liegt die LIEBE. JETZT fühle ich sie“). Die Werke stammen aus der Zeit der Pandemie bis zur Gegenwart und sind von einem unbändigen, farbenfrohen, leuchtenden Optimismus geprägt. Poppige grafische Muster treffen in ihren Frauenporträts auf volkstümliche Motive. Die Teppiche im Hintergrund spiegeln die Emotionen der dargestellten Frauenfiguren.
Zu ihren zentralen Motiven gehören Frauenporträts, Wandteppichmotive und abstrakte Kunst.
Ihr Porträt des rumänisch-französischen Bildhauers Constantin Brâncuși (1876–1957) wurde in der Ausstellung „Bucarest, inspirations bleus de Nice“ (dt. Bukarest, blaue Inspirationen Nizzas) vom 18. bis 29. Mai 2023 im Musée Masséna in Nizza ausgestellt.
Die Künstlerin definiert ihr Schaffen als Kampf gegen die Herausforderungen der Moderne: „Für mich ist die Kunst der wichtigste Verbündete angesichts der modernen Herausforderung, dem extremen Übel um uns herum zu begegnen, der Eitelkeit und dem ohrenbetäubenden Lärm an den realen und virtuellen Wänden unserer Gemeinschaften, den Ängsten der Generationen, die von denen verstärkt werden, die uns entmachten wollen. Deshalb entscheide ich mich immer dafür, die schönen Seiten des Lebens zu erforschen, das Vertrauen in das Erhabene der Menschheit und den wunderbaren Blick auf das Leben in der Gegenwart. Es ist meine Pflicht, den übersinnliche Mehrwert des Lebens zu erforschen, ihn mit der Welt zu teilen, fast mit dem Herzen. Das ist Liebe. Ich fühle sie jetzt“.

## Ausstellungen

### Einzelausstellungen
- 2024: Things Nobody Knows | Solo Exhibition | Artfacts[8]
- 2023: Între mâine și ieri e IUBIREA. ACUM O simt / Galeria Kulterra, Bukarest, Rumänien[9]
- 2019: Nudes Personal Exhibition / Vino Wines and More – Bukarest, Rumänien
- 2018: Studio Art Party & Personal Exhibition / Art Studio Caderea Bastiliei – Bukarest, Rumänien
- 2015: White Night, Personal Show / Toamnei Studio – Bukarest, Rumänien
- 2015: Art Party, Personal Studio Exhibition / Toamnei Studio – Bukarest, Rumänien
- 2014: Painting and Wine / Bucharest Toamnei – Bukarest, Rumänien[1]

### Gruppenausstellungen
- 2023: Bucarest, inspirations bleus de Nice – Musée Masséna, Nizza, Frankreich
- 2016: Maria Frozen Berlin / Maria Frozen Gallery – Berlin, Deutschland
- 2016: Art expo Milan Group exhibition / Milan – Mailand, Italien
- 2015: Parisian Views / Bucharest – Bukarest, Rumänien
- 2015: Indigo / H Crown Plaza – Bukarest, Rumänien
- 2014: Colors Symphony Blue / H Crown Plaza – Bukarest, Rumänien
- 2014: Elite Art Prof Gallery / Elite Prof Art Gallery – Bukarest, Rumänien[1][10]